# Tell It to a Star
Tell It to a Star (Brasil: Conte Tudo às Estrelas ) é um filme estadunidense de 1945 dirigido por Frank McDonald com Ruth Terry, Robert Livingston e Alan Mowbray nos papeis principais.

## Sinopse
Uma cigarette girl (Ruth Terry), com aspirações a cantora, tenta convencer um líder de banda (Robert Livingston) a lhe dar uma oportunidade de trabalho: para isso, ela tem a ajuda de um financista falido (Alan Mowbray), que finge ser seu tio.

## Produção
De acordo com uma notícia publicada pelo Hollywood Reporter em 12 de outubro de 1943, o título original da história escrita por Gerald Drayson Adams e John Kraft era Confidentially Yours. Robert North foi anunciado como produtor, e a atriz Lorna Gray escalada para interpretar "Mona St. Clair". O diretor de arte Lucius Croxton foi emprestado da RKO Pictures para o filme. Tell It to a Star ainda conta com uma pequena participação de Aurora Miranda, irmã de Carmen Miranda, num número musical.

## Elenco
- Ruth Terry ... Carol Lambert
- Robert Livingston ... Gene Ritchie
- Alan Mowbray ... Coronel Ambrose Morgan
- Franklin Pangborn ... Horace Lovelace
- Isabel Randolph ... Mrs. Arnold Whitmore
- Eddie Marr ... Billy Sheehan
- Lorna Gray ... Mona St. Clair
- Frank Orth ... Augustus T. Goodman
- Tom Dugan ... Ed Smith
- George Chandler ... Al Marx
- Mary McCarty ... Miss Dobson
- William B. Davidson ... Brannigan
- Aurora Miranda ... Ato especial